# Třídové zobrazení
Třídové zobrazení je matematický pojem z oblasti teorie množin, který zobecňuje pojem množinového zobrazení.

## Definice
Definice (množinového) zobrazení vyžaduje, aby jak definiční obor tak i obor hodnot byl množinou. V matematice je přesto běžné uvažovat o zobrazeních (například identita, potence, atd.), jejichž formálním definičním oborem je celé matematické univerzum ({\displaystyle \mathbb {V} }), tedy vlastní třída (viz Russellův paradox). Ve standardní formalizaci teorie množin (systém ZFC) přísně vzato o třídách (a tedy i o výše zmíněných zobrazeních) nelze hovořit. Vzniklou situaci lze řešit buď přechodem do jiné formalizace (např. Gödel-Bernays nebo Kelley-Morsey), která o třídách umožňuje mluvit, nebo lze vyjadřování o třídách chápat jako jistý typ zkratky. V tomto textu se budeme držet druhého přístupu, který propagoval W. V. Quine, a je dnes mezi matematiky pracujícími v teorii množin zdaleka nejrozšířenější.
Řekneme, že třída {\displaystyle G=\{x:\phi _{G}(x)\}\,\!} je třídové zobrazení, jestliže:
1. {\displaystyle G\subseteq \mathbb {V} \times \mathbb {V} }, kde {\displaystyle \mathbb {V} \,\!} je univerzální třída tj. {\displaystyle G\,\!} obsahuje výhradně uspořádané dvojice množin.
2. Pro její formuli {\displaystyle \phi _{G}\,\!} platí podmínka jednoznačnosti, tj. pokud lze dokázat následující implikaci: {\displaystyle \phi _{G}(\langle x,y\rangle )\land \phi _{G}(\langle x,z\rangle )\implies y=z\,\!}

Pro třídové zobrazení můžeme zavést běžné značení funkční hodnoty, tj. formuli {\displaystyle G(x)=y} chápeme jako zkratku formule {\displaystyle \phi _{G}(\langle x,y\rangle )}. Podobně lze chápat i všechny ostatní pojmy běžně používané u množinových zobrazení (obor hodnot, definiční obor,…) jako jisté zkratky.

## Příklady

### Množinová zobrazení
Z definice ihned plyne, že každé množniové zobrazení je speciálním případem třídového zobrazení.

### Potence
Zobrazení, které každé množině přiřadí množinu všech jejích podmnožin je třídové zobrazení z univerzální třídy do univerzální třídy.

### Mohutnost jako třídové zobrazení
Pomocí axiomu výběru lze dokázat, že každou množinu je možno vzájemně jednoznačně zobrazit na právě jedno kardinální číslo. Toto kardinální číslo nazýváme mohutností dané množiny. V teorii ZFC je mohutnost příkladem třídového zobrazení z univerzální třídy {\displaystyle \mathbb {V} \,\!} do třídy {\displaystyle \mathbb {C} n\,\!} všech kardinálních čísel. Mohutnost lze definovat i v teorii bez axiomu výběru nicméně její obor hodnot již bude obsahovat i množiny mimo třídu {\displaystyle \mathbb {C} n\,\!}.

### Pořadí kardinálních čísel
Uvažujme o předpisu, který každému nekonečnému kardinálnímu číslu přiřadí jeho pořadí podle velikosti. Formálně jde o třídové bijektivní rostoucí zobrazení třídy nekonečných kardinálních čísel na třídu všech ordinálních čísel {\displaystyle \mathbb {O} n\,\!}. Toto zobrazení je inverzní k funkci alef. Funkce alef a funkce gimel jsou dalšími příklady třídového zobrazení mezi vlastními třídami.

### Fundovaný rank a konstruovatelný rank množiny
Pokud přijmeme axiom fundovanosti, tj. univerzální třída je totožná s fundovaným jádrem, lze každé množině přiřadit její tzv. fundovaný rank, tj. nejmenší ordinální číslo {\displaystyle \alpha \,\!}, pro které platí, že {\displaystyle x\,\!} náleží do {\displaystyle \alpha \,\!}-té vrstvy fundovaného jádra ({\displaystyle x\in V_{\alpha }\,\!}).
Získáváme tak třídové zobrazení {\displaystyle \mathbb {V} \rightarrow \mathbb {O} n}, běžně označované jako rankovací funkce . Podobně jako u mohutnosti lze rankovací zobrazení definovat i v teorii množin bez axiomu fundovanosti. V této teorii tak získáme zobrazení jehož definiční obor bude fundované jádro {\displaystyle \mathbb {WF} }. Podobnými úvahami aplikovanými na třídu {\displaystyle \mathbb {L} } (Gödelovo univerzum konstruovatelných množin) lze získat konstruovatelný rank množiny, tj. třídové zobrazení z třídy {\displaystyle \mathbb {L} } na třídu {\displaystyle \mathbb {O} n}.

## Podívajte se také na
- Zobrazení
- Vlastní třída
- Ordinální číslo
- Kardinální číslo
- Transfinitní rekurze
- Fundované jádro